# Urcuz ibne Ulugue Tarcã
Urcuz ibne Ulugue Tarcã (Urkhuz ibn Ulug Tarkhan) ou ibne Iulugue (ibn Iulug) foi um general turco do Califado Abássida e governador de Tarso e dos territórios fronteiriços com o Império Bizantino na Cilícia (Tugur Axamia) nos anos 873/4–878.

## Vida

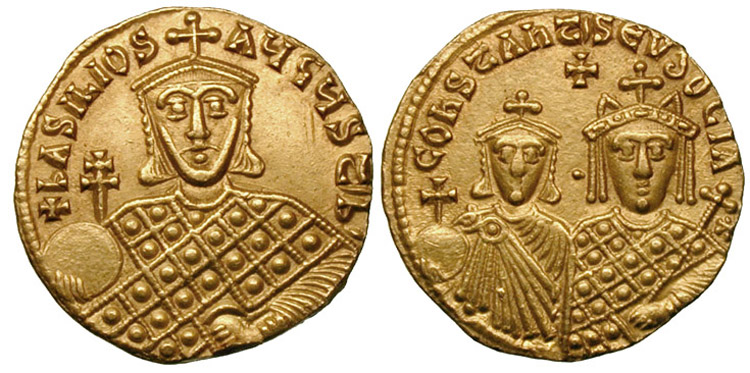
Soldo de r.

De origem turca, como seu patronímico atesta, Urcuz foi nomeado governador dos territórios fronteiriços com sua sede em Tarso no ano 260 AH (outubro de 873 - outubro de 874). Ibne Saíde relata que ele maltratou a população local. Além disso, negligenciou o aprovisionamento adequado da fortaleza crucial de Lulo, o que levou sua guarnição a ameaçar rendê-la aos bizantinos. Logo a seguir, os tarsenses reuniram 5 000 dinares de ouro para a guarnição, mas Urcuz desviou o dinheiro ao fingir que enviaria em pessoa o dinheiro para Lulo. Como resultado, Lulo foi entregue ao imperador bizantino Basílio I, o Macedônio (r. 867–886) ca. 876.
Urcuz foi demitido do governo, e foi levado para uma fortaleza fronteiriça próximo a Adana. No final de dezembro de 878, contudo, um exército bizantino, segundo Atabari composto por 30 000 soldados, invadiu a área. Urcuz e seus 400 homens foram levados prisioneiros, enquanto 1 400 caíram em combate. Os bizantinos partiram após quatro dias, em 2 de janeiro de 879. Seu sucessor como governador, Abedalá ibne Raxide ibne Cavus, também tinha sido capturado pelos bizantinos nesse ínterim.